# Jake Schreier
Jacob Stacey "Jake" Schreier, född 29 september 1981 i Berkeley i Kalifornien, är en amerikansk regissör, som utöver film och TV, även arbetar inom reklamfilm och musikvideos. Hans allra första, regisserade verk är filmen Robot & Frank från 2012, med bland annat Frank Langella i huvudrollen. Han har också regisserat den romantiska dramakomedin Paper Towns från 2015, som är baserad på John Greens ungdomsroman med samma namn.
I juni 2022 blev Schreier anlitad som regissör till den kommande Marvel Studios-filmen Thunderbolts. Filmen beräknas ha biopremiär i maj 2025.

## Filmografi (i urval)

### Filmer
- 2012 – Robot & Frank
- 2015 – Paper Towns
- 2025 – Thunderbolts*

### TV-serier
- 2013 – Alpha House (TV-serie)
- 2016 – Shameless (TV-serie)
- 2017–2018 – I'm Dying Up Here (TV-serie)
- 2018–2019 – Lodge 49 (TV-serie)
- 2018–2020 – Kidding (TV-serie)
- 2021 – Dave (TV-serie)
- 2021 – Brand New Cherry Flavor (TV-serie)
- 2022 – Minx (TV-serie)
- 2023 – Beef (TV-serie)
- 2024 – Star Wars: Skeleton Crew (TV-serie)